# Гриневский, Александр Каэтанович
Александр Каэтанович Гриневский (28 ноября 1833 — 7 (20) июня 1905, Санкт-Петербург) — российский журналист и переводчик.
Изучал земледелие, железнодорожное дело, медицину. Дебютировал в печати как журналист и публицист на рубеже 1850—1860-х гг. в журналах «Искра» и «Современное слово» и газете «Русский мир». Среди других изданий, в которых печатались статьи Гриневского, — газета Леонида Полонского «Страна», журналы «Всемирная иллюстрация», «Наблюдатель», «Экономические записки» и др.
Переводил с польского языка — в частности, комедию Юзефа Близинского «Муж по обстоятельствам» (пол. Mąź od biedy), повесть Клеменса Юноши «Пауки». Писал о польской литературе (в частности, о Болеславе Прусе) в российских журналах.
Автор ряда статей в Энциклопедическом словаре Брокгауза и Ефрона (в том числе о Василии Курочкине, с которым со студенческих времён был близко знаком).
Согласно некрологу в журнале «Исторический вестник»,
Шестидесятник в лучшем значении слова, верный благородным литературным заветам, «не блестя, не шумя», он проработал в литературе немного меньше полвека и отличался большой оригинальностью взглядов. Он терпеть не мог шаблонов ни в направлении, ни в приёмах и критически относился ко всему шаблонному, к ходячим мнениям, к готовым приговорам так же, как и к разным общественным предрассудкам. На всём, что он ни писал, лежала печать даровитости и своеобразности. <…> Он умел подойти к вопросу просто и сразу схватить его сущность, или затронуть неожиданно ту сторону его, которая ускользала от большинства.

## Семья
Первая жена — баронесса Александра Карловна Левендаль (во втором браке замужем за Евгением Ламанским).
Вторая жена — Изабелла Аркадьевна Гриневская.
Внучка — актриса Александра Гриневская.